# 367 aC
El 367 aC va ser un any del calendari romà prejulià. En aquell temps, era conegut com a any del tribunat de Capitolí, Cos, Publícola, Maluginense, Cicurí i Macerí (o, més rarament, any 387 ab urbe condita o de la fundació de la ciutat). L'ús del nom «367 aC» per referir-se a aquest any es remunta a l'alta edat mitjana, quan el sistema Anno Domini va ser el mètode de numeració dels anys més comú a Europa.

## Esdeveniments

### Antiga Grècia
- Aristòtil va a Atenes i comença a rebre classes de Plató a l'Acadèmia.[2][3]
- Epaminondes, general tebà, torna a rebre el comandament sobre l'exèrcit i és enviat al rescat de Pelòpides, objectiu que va aconseguir, segons Plutarc sense lluitar, només pel prestigi del seu nom. Estant absent, els tebans van destruir la seva tradicional rival Orcomen, destrucció a la que Epaminondes es mostrava contrari.[4]

### Antiga Roma
- Fundació de la tribu Arniense, una de les 35 tribus romanes amb dret de vot a l'Assemblea Tribal Romana. Tenia el seu origen probablement en el riu Arno (Arnus), segons Titus Livi.[5]
- Aquest any són elegits tribuns amb potestat consular: Publi Manli Capitolí, Aulus Corneli Cos, Publi Valeri Potit Publícola, Marc Corneli Maluginense, Luci Veturi Cras Cicurí i Marc Gegani Macerí.[6]
- S'aproven les Lleis Liciniae-Sextiae, proposades pels tribuns Gai Licini Calvus Estoló i Luci Sexti Sextí Laterà i presentades l'any 376 aC. Establien l'abolició dels tribuns amb potestat consular a l'antiga Roma. Ordenava que els tribuns militars fossin nomenats pels cònsols en lloc de pels comicis, i que almenys un dels tribuns fos plebeu.[7]
- Esclata una nova guerra contra els gals i Marc Furi Camil, amb prop de 80 anys, és cridat per cinquena vegada a exercir la dictadura, amb Tit Quint Cincinnat Capitolí com a magister equitum, i obté una nova victòria i altre cop els honors del triomf.[8]

## Naixements
- Ptolemeu I Soter, general macedoni, governador i després rei d'Egipte.[9]

## Necrològiques
- Mor Dionisi el Vell, tirà de Siracusa. Va esclatar una nova guerra entre Dionisi i els cartaginesos l'any 368 aC i en aquesta lluita les forces de Dionisi van arribar fins a l'extrem occidental de Sicília i van assetjar Lilibèon. En arribar l'hivern es van aturar els combats i Dionisi va morir abans de continuar-la. Es diu que la seva última malaltia va ser provocada per excessos en un banquet, però segons alguns relats, la seva mort va ser accelerada pels seus metges, per tal d'assegurar la successió del tron pel seu fill Dionisi el Jove.[10][11]